# Arena Football League 1989
Die Arena-Football-League-Saison 1989 war die dritte Saison der Arena Football League (AFL). Ligameister wurden, wie im Vorjahr, die Detroit Drive, die die Pittsburgh Gladiators im ArenaBowl III bezwangen.

## Teilnehmende Mannschaften
| Anzahl Mannschaften | 5                                                             |
| ------------------- | ------------------------------------------------------------- |
| Neu in der Liga     | Maryland Comandos, Denver Dynamite                            |
| Ausgeschieden       | Los Angeles Cobras, New York Knight, New England Steamrollers |

## Regular Season
| x-Detroit Drive         | 3 | 1 | 0 | .750 | 154 | 84  |
| y-Pittsburgh Gladiators | 3 | 1 | 0 | .750 | 159 | 147 |
| y-Denver Dynamite       | 3 | 1 | 0 | .750 | 94  | 97  |
| y-Chicago Bruisers      | 1 | 3 | 0 | .250 | 167 | 155 |
| Maryland Commandos      | 0 | 4 | 0 | .000 | 79  | 170 |

Legende:
| Siege              | Niederlagen           | Unentschieden        | SQ gewonnene Spiele (relativ) |
| P+ gemachte Punkte | P- gegnerische Punkte | x = Conference-Titel | y = Playoffs erreicht         |

## Playoffs
|  | Halbfinale | Halbfinale | Halbfinale |  |  | ArenaBowl III | ArenaBowl III | ArenaBowl III |
|  |            |            |            |  |  |               |               |               |
|  |            |            |            |  |  |               |               |               |
|  | 1          | Detroit    | 43         |  |  |               |               |               |
|  | 4          | Chicago    | 10         |  |  |               |               |               |
|  |            |            |            |  |  | 1             | Detroit       | 39            |
|  |            |            |            |  |  | 2             | Pittsburgh    | 26            |
|  | 2          | Pittsburgh | 39         |  |  |               |               |               |
|  | 3          | Denver     | 37         |  |  |               |               |               |
|  |            |            |            |  |  |               |               |               |

### ArenaBowl III
Der ArenaBowl III wurde am 18. August 1989 in der Joe Louis Arena in Detroit, Michigan, ausgetragen. Das Spiel verfolgten 12.046 Zuschauer.
ArenaBowl MVP wurde George LaFrance (Detroit Drive).
| ArenaBowl III | ArenaBowl III         | ArenaBowl III |
| ------------- | --------------------- | ------------- |
| 1             | Detroit Drive         | 39            |
| 2             | Pittsburgh Gladiators | 26            |

## Regular Season Awards
| Award                | Gewinner        | Position                     | Team             |
| -------------------- | --------------- | ---------------------------- | ---------------- |
| Most Valuable Player | George LaFrance | Wide Receiver/Defensive Back | Detroit Drive    |
| Ironman of the Year  | Carl Aikens Jr. | Wide Receiver/Defensive Back | Chicago Bruisers |
| Coach of the Year    | Babe Parilli    | Head Coach                   | Denver Dynamite  |

## Zuschauertabelle
| Team                  | Zuschauerschnitt |
| --------------------- | ---------------- |
| Detroit Drive         | 6.834            |
| Pittsburgh Gladiators | 4.373            |
| Denver Dynamite       | 6.435            |
| Chicago Bruisers      | 6.622            |
| Maryland Commandos    | 0                |
| Ligadurchschnitt      | 5.705            |